# 코리토사우루스
코리토사우루스(Corythosaurus)는 중생대 백악기 후기, 북아메리카 대륙에 살았던 대형 조각류의 공룡이다. 머리의 형태가 고대 그리스의 코린토스(그리스어:Κόρινθος, 라틴어 문자표기:Korinthos, 라틴어:Corinthus)족의 모자에 있는 장식을 닮았기 때문에 「코린토식(式)의 (머리를 가진) 파충류」라는 의미의 학명이 지어졌다.

## 형태
몸 전체 크기는 10~13m이다. 파라사우롤로푸스(Parasaurolophus)나 람베오사우루스(Lambeosaurus)와 같이 머리 부분에 속이 비어 있는 돌기를 가지고 있다. 이 돌기는 성별에 따라 차이가 있어서 수컷의 경우가 컸을 것으로 추정된다. 머리 부분을 지탱하고 있는 목은 S자형이다.

## 코리토사우루스의 이미지

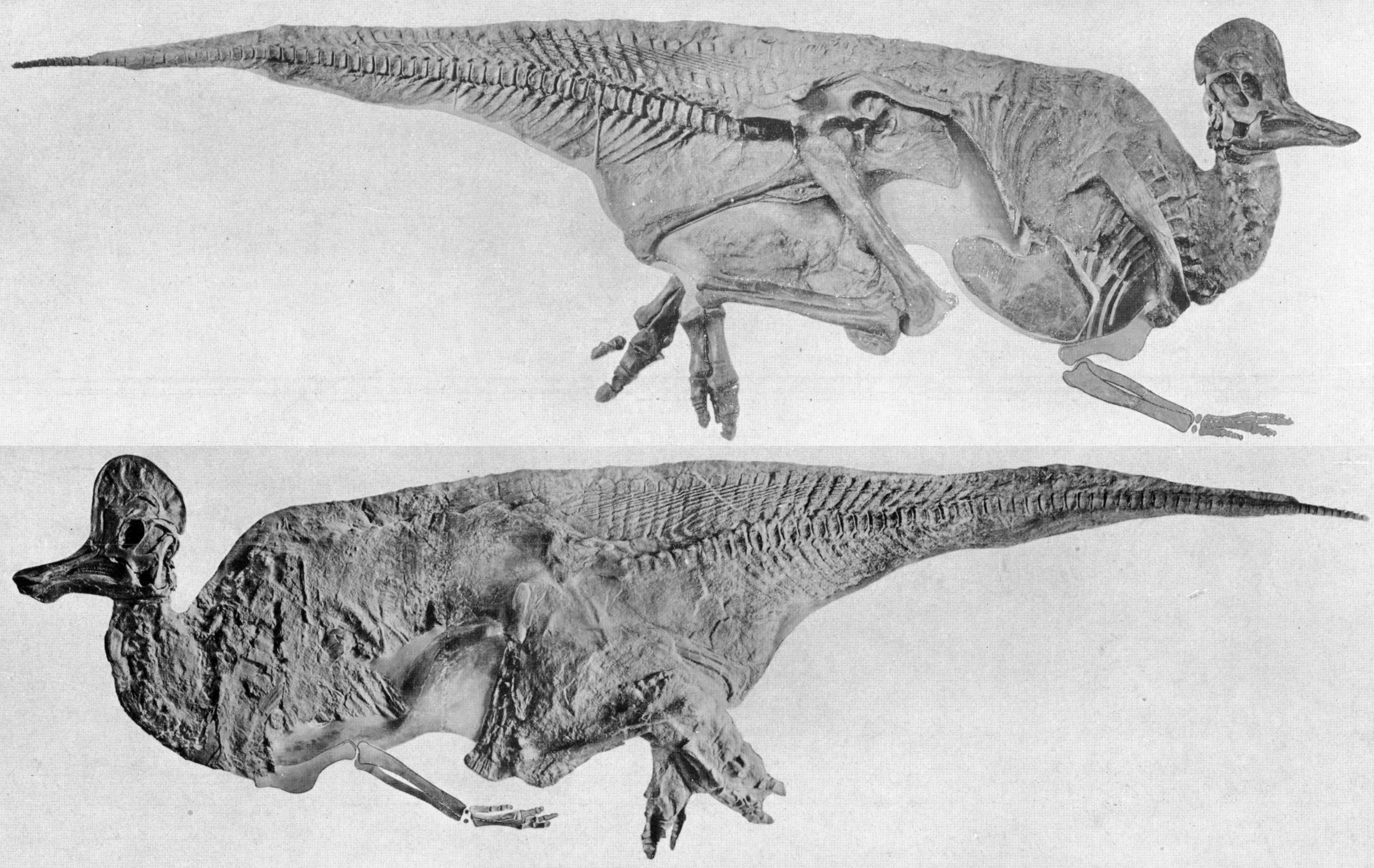
코리토사우루스의 화석
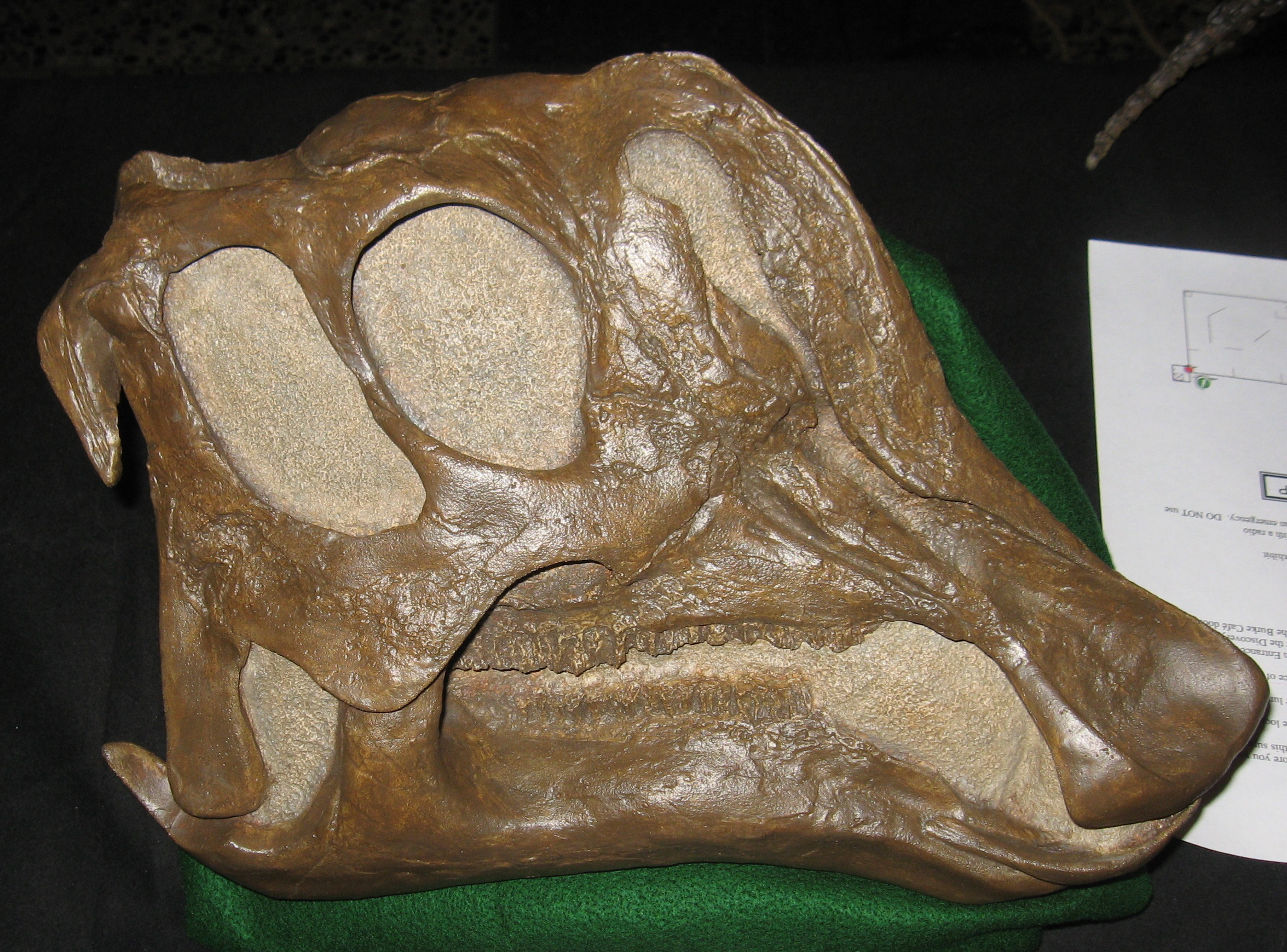
두개골